# Villum Clausen
Villum Clausen Kelou (* 1630 in Rønne, Bornholm; † 1679 ebenda) war ein Bornholmer Freiheitskämpfer.

## Widerstand

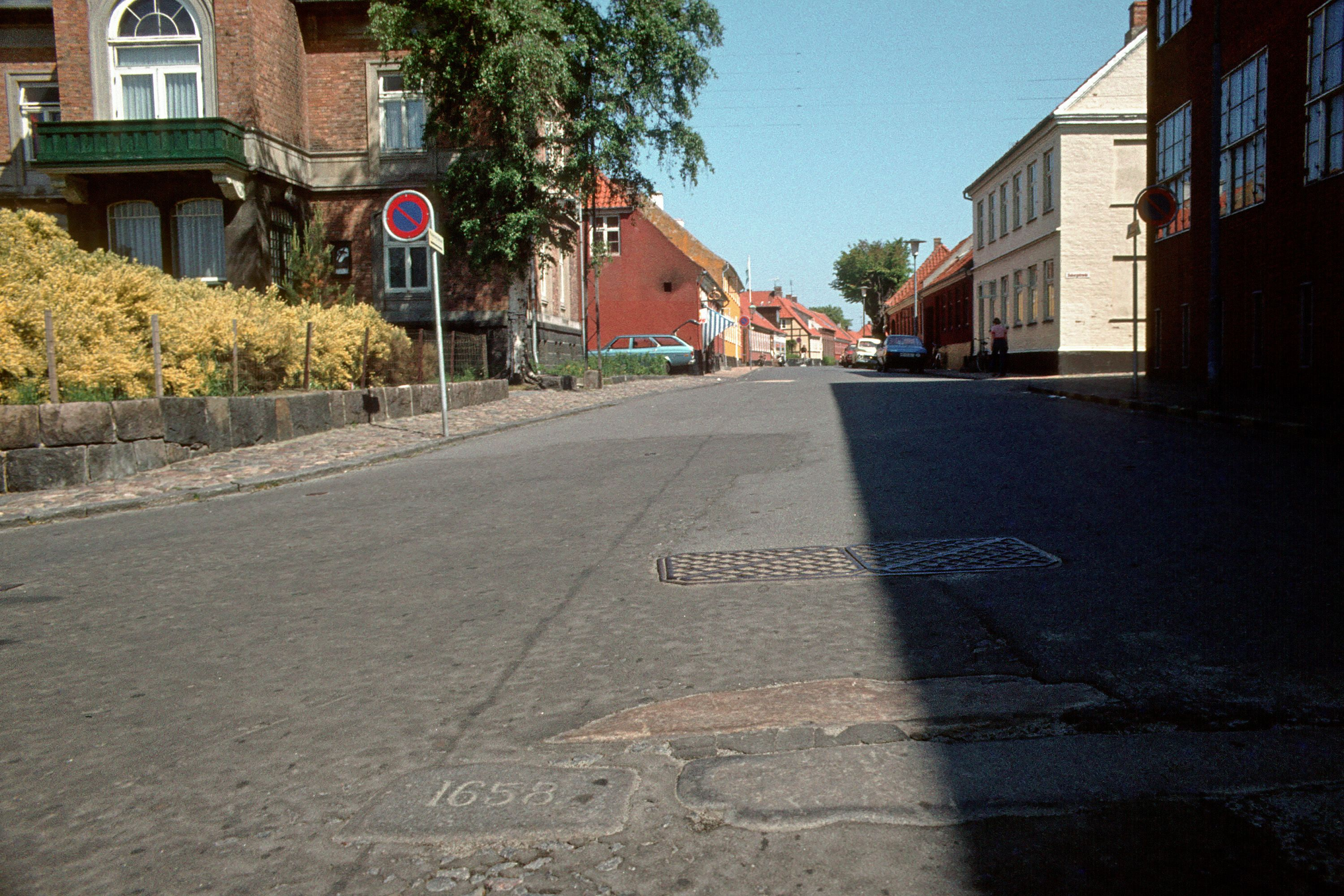
Der Printzensköldstein in der Storegade

Im Jahr 1658 stand er an der Spitze der Bornholmer Rebellion gegen die schwedische Regierung nach dem Frieden von Roskilde im selben Jahr. Um sich der Verhaftung durch den schwedischen Lehns- und Schlossherrn über Bornholm, Johan Printzensköld, zu entziehen, erschoss Villum Clausen diesen im selben Jahr in der Storegade in Rønne, der Legende nach mit einer mit einem silbernen Knopf geladenen Pistole. Der Wahrheitsgehalt dieser Legende ist jedoch zweifelhaft. In der Storegade vor dem Bornholms Gymnasium, an der Stelle, an der Printzensköld vermutlich umgebracht wurde, befindet sich noch heute der Printzensköldstein. Zu dieser Zeit lag in der Nähe Villum Clausens Kaufmannsladen.
Rønnes Rat wählte ihn im Jahr 1668 zum Stadtkämmerer. Er wurde aber nach drei Jahren von diesem Posten abgesetzt, weil er sich weigerte, Rechenschaft abzulegen.
Im Jahr 1677 wurde er für diese Straftat mit einer hohen Geldstrafe belegt, ob er diese jedoch entrichten musste, ist unklar.
Weitere bekannte Freiheitskämpfer dieser Zeit waren: Peder Olsen, Poul Anker und Villum Clausens Schwager, Jens Pedersen Kofoed.
Eine zwischen Ystad und Rønne verkehrende Katamaranfähre der BornholmerFærgen hieß Villum Clausen.